# Cumaru do Norte
Cumaru do Norte là một đô thị thuộc bang Pará, Brasil. Đô thị này có diện tích 17084,907 km², dân số năm 2007 là 10359 người, mật độ 0,61 người/km².